# Tymowskoje
Tymowskoje – osiedle typu miejskiego w Rosji, w obwodzie sachalińskim. W 2010 roku liczyło 7855 mieszkańców.